# マリア・クリスティーナ橋
マリア・クリスティーナ橋(バスク語: Maria Kristina zubia, スペイン語: Puente de María Cristina, 英語: María Cristina Bridge)は、スペイン・サン・セバスティアンのウルメア川下流部に架かっているアーチ橋。

## 歴史
ウルメア川に架かる唯一の橋としてサンタ・カタリーナ橋があったが、1893年、サン・セバスティアンの旧市街からレンフェ（スペイン国鉄）のサン・セバスティアン北駅・闘牛場・自転車競技場に向かうための木造の仮設橋が建設された。しかしその後橋は崩壊して木橋の通行が禁止された。技師のホセ・エウヘニオ・リベラと建築家のフリオ・マリア・サパタの設計によって、1904年に当時としては異例の9カ月間をかけて鉄筋コンクリート造の恒常的な橋が完成。1905年1月20日、聖セバスティアンの祝祭時にスペイン王室を迎えて開通式を行い、毎年夏季をサン・セバスティアンで過ごしていた王妃マリア・クリスティーナの名を譲り受けてマリア・クリスティーナ橋と命名された。
アーチ橋であり、アーチ部の間隔は30m。セーヌ川に架かるパリのアレクサンドル3世橋を模した折衷主義の建築である。両サイドに2基ずつ計4基設置された全高18mの方尖塔（オベリスク）が特徴であり、それぞれの方尖塔は凝った彫刻で埋め尽くされている。1985年に改修工事が行われている。

## ギャラリー

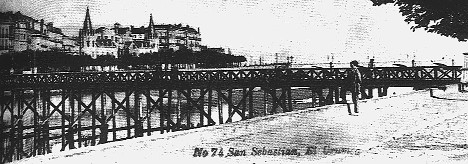
1893年に同地点に架かっていた木造橋
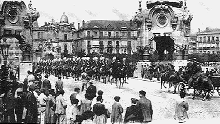
1905年に開通したマリア・クリスティーナ橋